# Raymond Busquet
Pour les articles homonymes, voir Busquet.
 (juin 2023).
Si vous disposez d'ouvrages ou d'articles de référence ou si vous connaissez des sites web de qualité traitant du thème abordé ici, merci de compléter l'article en donnant les références utiles à sa vérifiabilité et en les liant à la section « Notes et références ».
Raymond Busquet est un poète français et occitan, dont la famille est originaire de l'Aude. Il est né le 10 avril 1926 à Bessan dans le département de l'Hérault et décédé le 29 mars 1979 à Lyon à l'âge de 52 ans.

## Biographie
Raymond Busquet est né dans l'Hérault à Bessan, mais toute sa famille paternelle est issue du Canton de Mouthoumet, dans les Hautes Corbières, principalement de Laroque-de-Fa, et des communes avoisinantes d'Albières, Lanet, Termes et Mouthoumet, depuis dix générations.
Son ascendance maternelle est plutôt de la région narbonnaise et bitéroise (Cazouls, Nissan, et Coursan), avec des origines catalanes de la Province de Lleida en Catalogne.
Il passe son enfance en Provence, entre Aix, Nîmes, et Digne, et par la suite Montauban et Toulouse. Il séjourne de 1946 à 1949 à Trévoux dans l'Ain et à Villefranche-sur-Saône.
Il s'installe ensuite à Lyon de 1950 à 1979, il passe son professorat (Capes) à Lyon en 1956 en tant que professeur d'espagnol, il est ensuite muté à Tulle de 1956 à 1958, où il rencontre Jacqueline sa future femme, il retourne à Lyon pour enseigner l'espagnol au lycée Lacassagne, et obtient une agrégation en 1967 de l'académie de Grenoble.

## Écriture
Tout d'abord classé par la critique comme Poète fantaisiste dans la lignée de Paul-Jean Toulet ou Tristan Derème, il était finalement un tragédien qui cachait son jeu au travers d'un masque. Il s'était mis à écrire en occitan, son autre langue maternelle, vers la fin de sa vie.
Il publie son premier poème Vision d'Automne en 1946 (il avait 19 ans) dans « Le violon d'Ingres » bulletin du Cercle Universitaire de Montauban.
Il enchaîne ensuite les ouvrages sur une quinzaine d'années, tout en continuant d'enseigner à Lyon.

## Vie privée

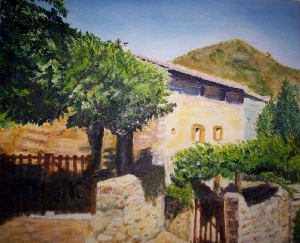
Maison de Laroque-de-Fa - Peinture de Jacqueline.

Pendant ces deux ans passés à Tulle, il fait la rencontre de Jacqueline, jeune professeur d'éducation physique, qui allait devenir son épouse jusqu'à sa mort, ils auront ensemble un fils Frédéric, né en 1966.
En 1964, le couple fait l'acquisition d'une maison à Laroque-de-Fa (Aude), village d'où est originaire la famille paternelle de Raymond. Ancienne bergerie, cette maison est dans un état de délabrement avancé, ils passeront pendant des années, tout leur temps libre pour la rénover.
Raymond y plante un mûrier-platane dans le jardin qu'il qualifie d'« Arbre de Noé », ce nom lui inspirera le titre d'un ouvrage qui n'a été publié qu'après sa mort en 1979.
Atteint d'un cancer incurable, il décède le 29 mars 1979 à Lyon âgé de 52 ans, il est inhumé dans le village de Nissan-lez-Enserune dans le département de l'Héraut. 
La maison de Laroque-de-Fa est encore à ce jour un lieu de rendez-vous pour la famille et les anciens amis du poète.

## Publications

### En français
- 1952 : Si j'étais moi, éditions Pierre Seghers
- 1956 : Le tranchant des mots, éditions Armand Henneuse
- 1962 : Chanson entre deux airs, éditions Armand Henneuse
- 1964 : Transhumance, éditions Guy Chambelland
- 1964 : Une tourmente de torches, éditions Guy Chambelland
- 1972 : Étude sur le poète Roger Arnoult Rivière, éditions Pierre Seghers
- 1973 : Étude sur « l'art de la gregueria chez Gomez de la Serna »
- 1975 : Mes Espagnes, éditions Fédérop, illustrations du peintre et sculpteur Evaristo
- 1979 : L'arbre de Noé, éditions Fédérop, publié à titre posthume

### En occitan
- 1976 : Un eiretatge de la Nueit, « Obradors » Centre d'Estudis Occitans, Universitat de Montpellier III
- 1979 : Aquo ritz quand plou, « Messatges » Institut d'Estudis Occitans

### Revues
Raymond Busquet a participé et collaboré à de nombreuses revues spécialisées, parmi lesquelles on peut noter :
- 12 poètes d'aujourd'hui
- Arpo 12
- Le pont de l'épée
- Les cahiers de la Licorne
- La corde d'airain
- L'Arc
- Le journal des poètes
- « 10 »
- LVII
- La nouvelle poésie française
- Cahier de jeunesse
- Le bulletin du Club de la presqu'île
- Lyon à livre ouvert
- Orphée
- Publication d'un poème dans une revue japonaise
- Cinquième saison
- La voix des poètes
- etc…

## Parolier

### Textes déposés à laSacem
- Mis en musique par René-Louis Lafforgue
  - La femme du menuisier

- Mis en musique par Henri Gougaud
  - Ma peine
  - D'homme à homme
  - Complainte des amis fragiles
  - La semaine
  - La nuit des temps
  - Les bleus
  - L'esseulée
  - Ballade des mouillés
  - Polichinelle

- Mis en musique par Max Rongier
  - L'Homme libre a mal aux Antilles
  - Les nouveaux Jules
  - La mise à feu
  - Double jeu
  - Contrebande
  - Ceux qui s'en iront aux cieux
  - Le diable à quatre
  - Racontars
  - Point d'oreillette
  - Le vagabond
  - L'embarras du choix
  - Noël
  - Les deux rois
  - Les sorcières
  - Attristant et hideux

### Autres textes non déposés
- Mis en musique par Henri Gougaud, Max Rongier, Pierre Delorme, Gilbert Rapatel et Louis Michaille

- - Mes Espagnes
  - Au bruit de mon nom
  - Ma bourelle
  - La nuit de la Toussaint
  - Jeux floraux
  - Le discophobe
  - Trop poilu pour être honnête
  - Le fou
  - Mes copains
  - Le muguet
  - Les noix
  - Chanson gogorine
  - Le petit cousu
  - Les trois sœurs
  - Noces
  - Le réverbère
  - A la grande guerre
  - Le petit luth
  - Transhumances
  - L'atlas
  - Mon amie la peine
  - Conneronde
  - Roseneige
  - Le temps d'aimer
  - Ils s'aimaient
  - Rien qu'une paire
  - Tout le monde cherche des crosses
  - La ronde
  - La chance
  - Testament
  - Sérénade
  - L'étoile
  - Dona Rosita
  - Mon ombre
  - Mes tourments
  - Chanson des Antilles
  - La fête au village
  - 11 novembre

## Pour approfondir